# Hotel Warszawa w Warszawie
Hotel Warszawa, dawniej Prudential House, zwyczajowo Prudential – warszawski wieżowiec, wybudowany w latach 1931–1933 przy pl. Napoleona 9 (obecnie pl. Powstańców Warszawy) w stylu art déco z przeznaczeniem na siedzibę polskiej spółki brytyjskiego Towarzystwa Ubezpieczeń „Prudential”. W latach 1954–2002 oraz ponownie od 2018 budynek mieści hotel „Warszawa”.

## Opis
Budynek powstał w latach 1931−1933 w miejscu zajmowanym do 1901 przez Szpital Dzieciątka Jezus. Według pierwotnych planów miał mieć 11 pięter, jednak architekci, biorąc pod uwagę znaczne zróżnicowanie wysokości już stojących przy placu Napoleona budynków (2-6 pięter), uznali, że to będzie wysokość niewystarczająca do osiągnięcia odpowiedniego wrażenia dominanty. Budynek miał wysokość 66 m (16 pięter) i był widoczny z wielu punktów warszawskiego Śródmieścia.
W dolnej części budynku znajdowała się przestrzeń biurowa, w wieży mieściły się luksusowe apartamenty. Pomiędzy nimi, na szóstym piętrze, znajdowały się mieszkania służbowe i pomieszczenia gospodarcze. W części biurowej mieściły się nie tylko pomieszczenia towarzystwa Prudential, ale i innych przedsiębiorstw, a także Wydziału Handlowego Poselstwa Hiszpanii (1935-1938). Najbardziej luksusowe mieszkania miały po 240 m² powierzchni, zajmowanej przez 6 pokojów, 3 łazienki, kuchnię i służbówkę. Nawet mniej luksusowe apartamenty miały oprócz wejścia głównego wejście dla służby i windy. Budynek zaprojektował Marcin Weinfeld, zaś stalową konstrukcję spawaną ustawioną na żelbetowych fundamentach biurowca zaprojektowali Stefan Bryła i Wenczesław Poniż. Konstrukcję wykonała warszawska spółka K. Rudzki i S-ka. Drzwi wejściowe skonstruowano z patynowanej miedzi, pozostałe drzwi i framugi okien wykonano z jesionu. Nad bocznymi wejściami znajdowały się rzeźby Ryszarda Moszkowskiego. Do budowy użyto ponad 2 mln cegieł, 2 tys. ton cementu oraz ponad 1500 ton stali. Towarzystwo Ubezpieczeń „Prudential” przeniosło się do swojej nowo wybudowanej siedziby z pałacu Kronenberga.
W 1937 na dachu wieżowca umieszczono antenę telewizyjną, a 26 sierpnia 1939 wyemitowano stamtąd pierwszą próbną transmisję z udziałem Mieczysława Fogga.
Prudential został poważnie uszkodzony w czasie II wojny światowej. W czasie obrony Warszawy we wrześniu 1939 zorganizowano w nim posterunek obserwacyjny, który telefonicznie informował o niemieckich samolotach pojawiających się nad miastem. W gmachu wybuchły pożary. Podczas powstania warszawskiego został ostrzelany przez ok. 1000 pocisków. 28 sierpnia został trafiony pociskiem o masie 2 ton kalibru 600 mm z samobieżnego moździerza typu Karl-Gerät (o nazwie Ziu), co odchyliło go od pionu. Jednak jego stalowa konstrukcja przetrwała. Sześć fotografii tego wydarzenia wykonanych z dachu kamienicy przy ul. Kopernika 28 przez Sylwestra Brauna ps. „Kris” należy do ikonicznych fotografii z okresu powstania.
Po wojnie na szczycie wypalonego wieżowca przez kilka lat gniazdował sokół wędrowny.
W 1945 nieruchomość odebrano przedwojennym właścicielom na podstawie tzw. dekretu Bieruta, otrzymali oni jednak później odszkodowanie na podstawie umowy indemnizacyjnej z Wielką Brytanią. Budynek został odbudowany w latach 1950–1953 w socrealistycznym kostiumie (m.in. z kariatydami). Autorem nowego projektu był również Marcin Weinfeld. Budynek otrzymał nową funkcję. W 1954 otwarto w nim hotel Warszawa. Posiadał 375 miejsc noclegowych (pokoje jednoosobowe, dwuosobowe, 1 apartament), 200 miejsc w restauracji, 100 w kawiarni, 20 w lokalu nocnym.
Hotel zakończył działalność w 2002, a w 2005 spółka Hotele Warszawskie Syrena sprzedała budynek spółce Polimex-Mostostal za 6,3 mln euro. W 2009 Polimex-Mostostal sprzedał hotel rodzinie Likusów z Krakowa.
W latach 2010–2018 prowadzony był remont generalny budynku. Prace przerwano podczas budowy drugiej linii metra, a następnie wznowiono na przełomie 2015/2016. Przewlekłość remontu wzbudziła kontrowersje, podobnie jak plan przywrócenia charakteru sprzed wojny i uznania za wartą ochrony jedynie konstrukcji stalowej. Budynek został pozbawiony socrealistycznych detali, rozebrano portyk z kariatydami i herbem Warszawy, a z reprezentacyjnych wnętrz usunięto wystrój z lat 50. W listopadzie 2018 w budynku otwarto pięciogwiazdkowy hotel Warszawa.

## Galeria

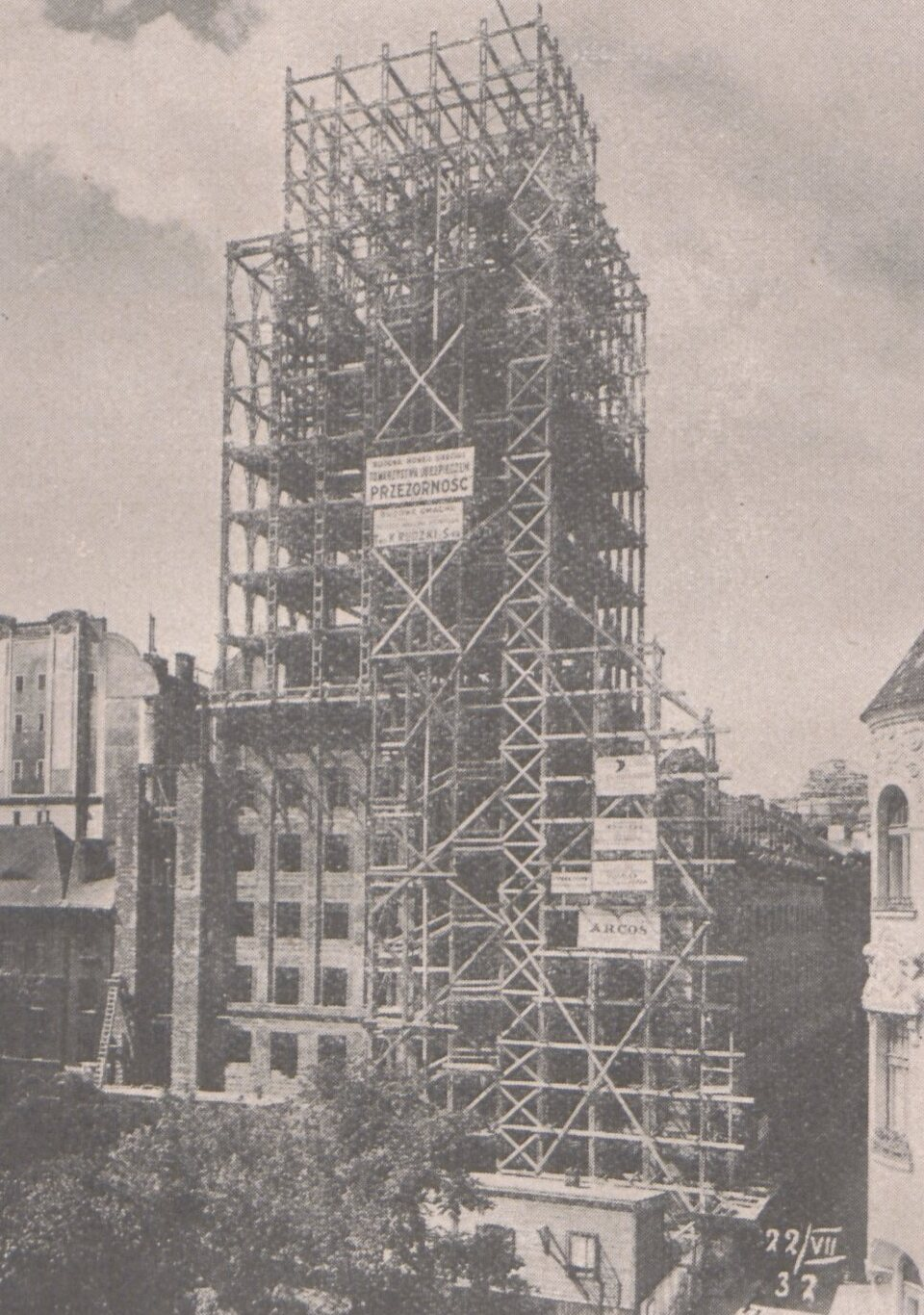
Szkielet stalowy wieży
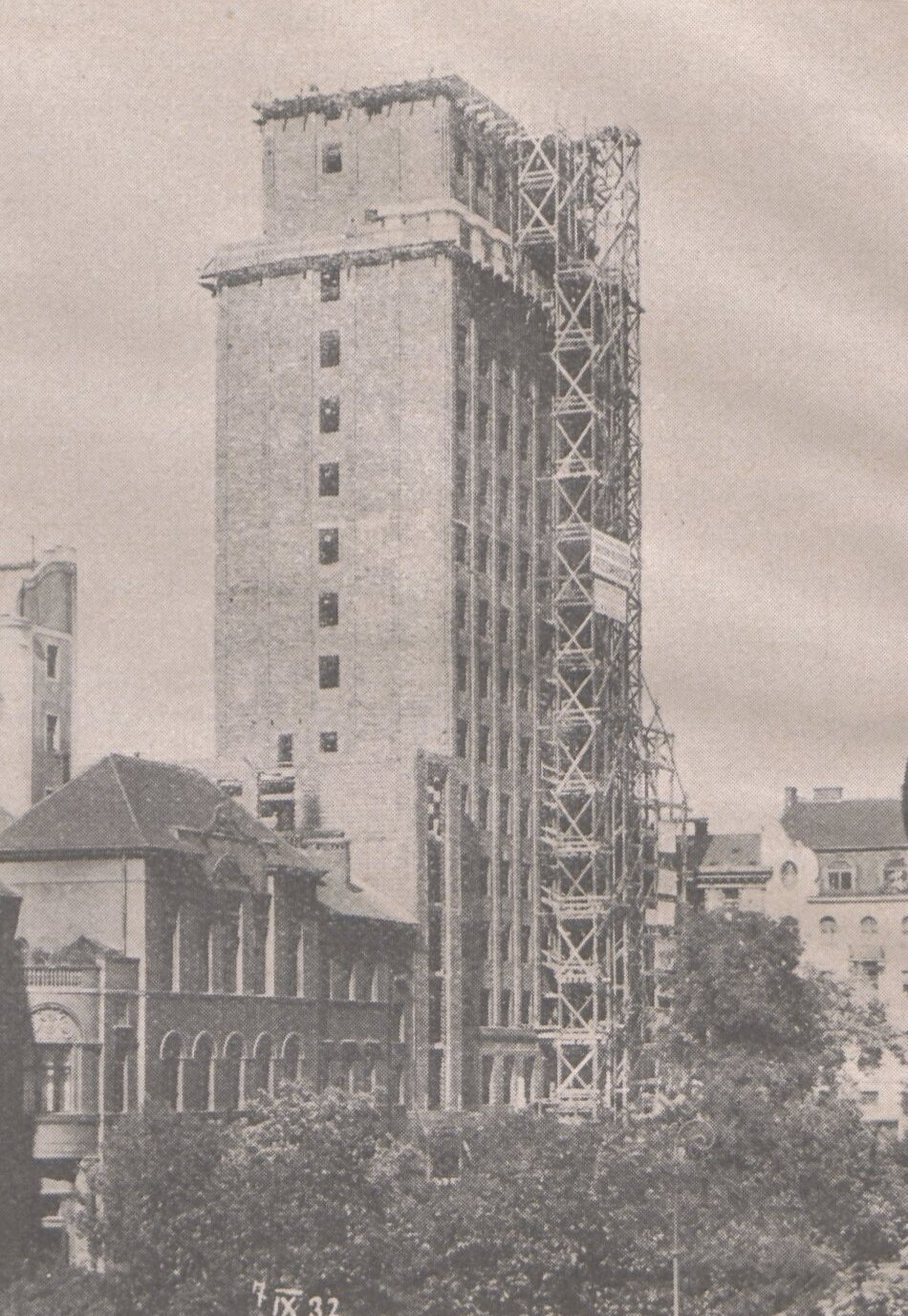
Budynek w stanie surowym
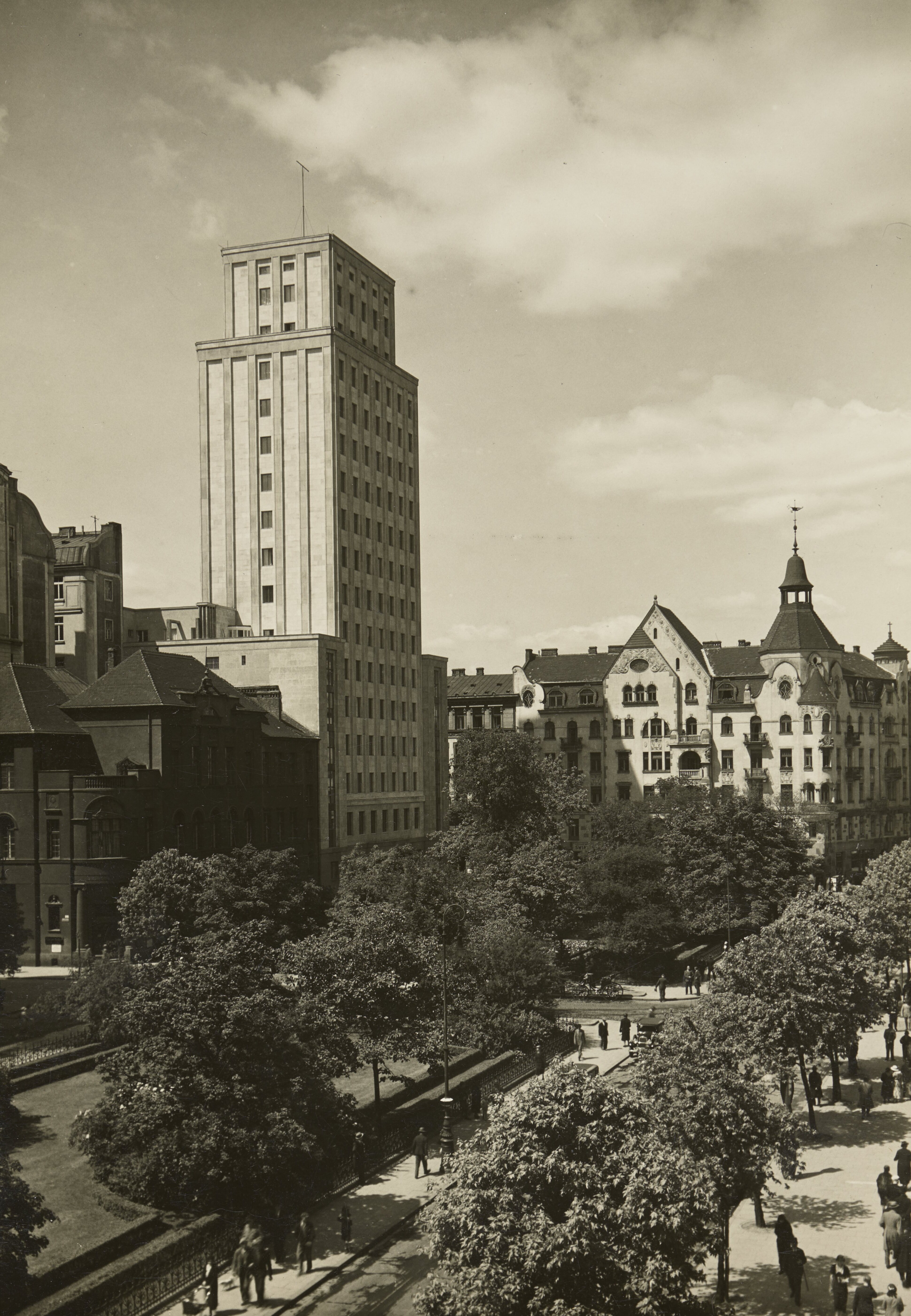
Prudential i plac Napoleona około 1935
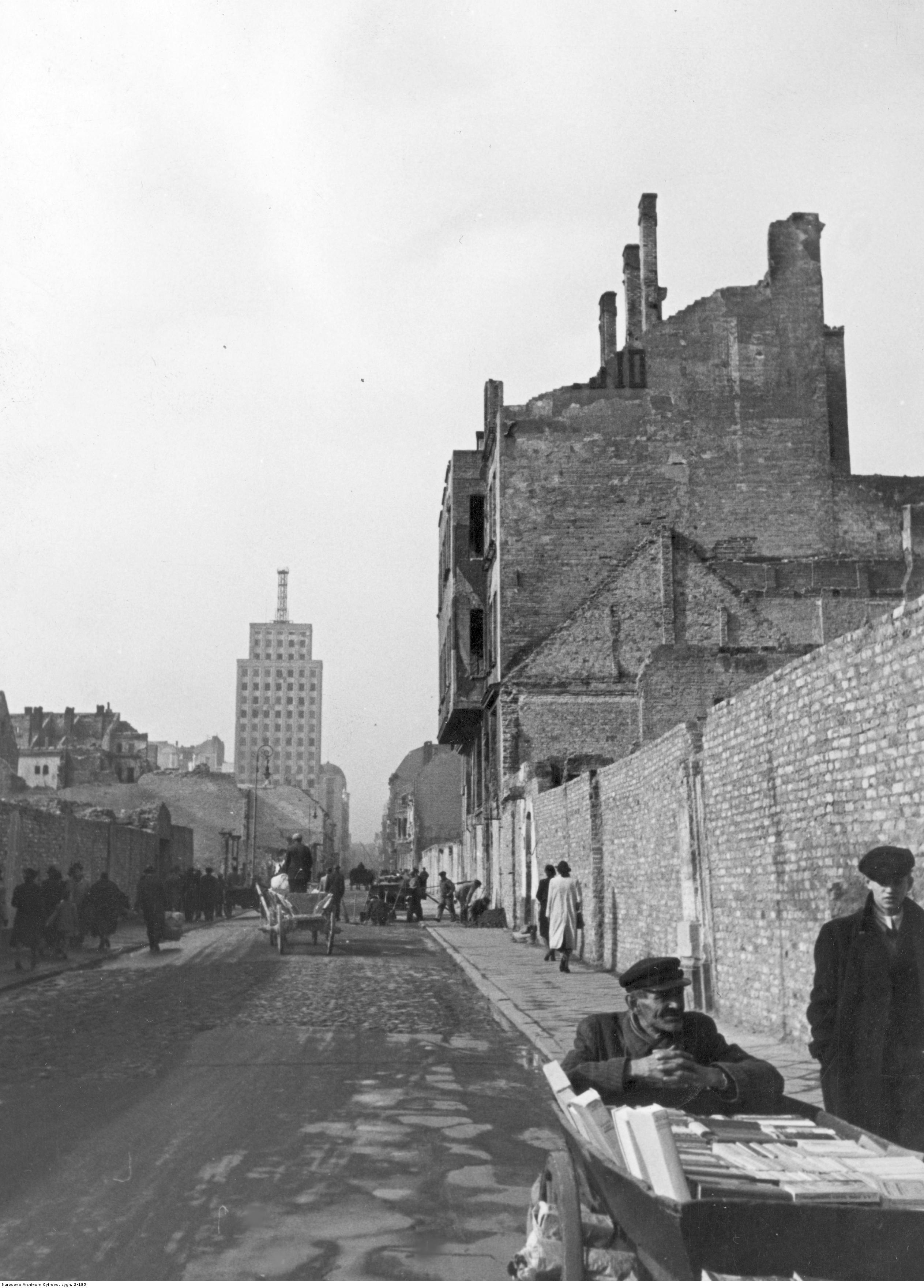
Ul. Świętokrzyska i budynek Prudentialu (po lewej), koniec 1939
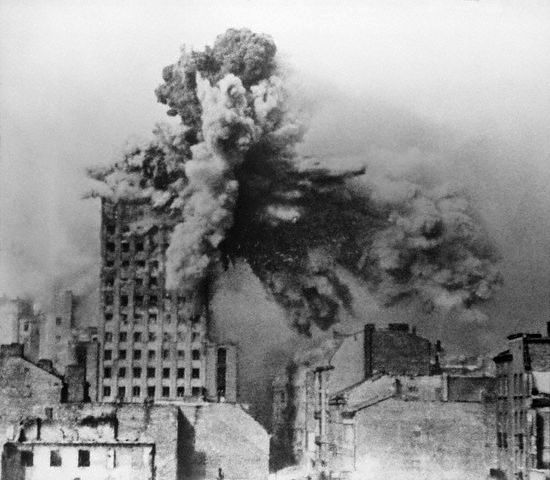
Gmach Prudentialu trafiony pociskiem z niemieckiego samobieżnego moździerza typu Karl, 28 sierpnia 1944
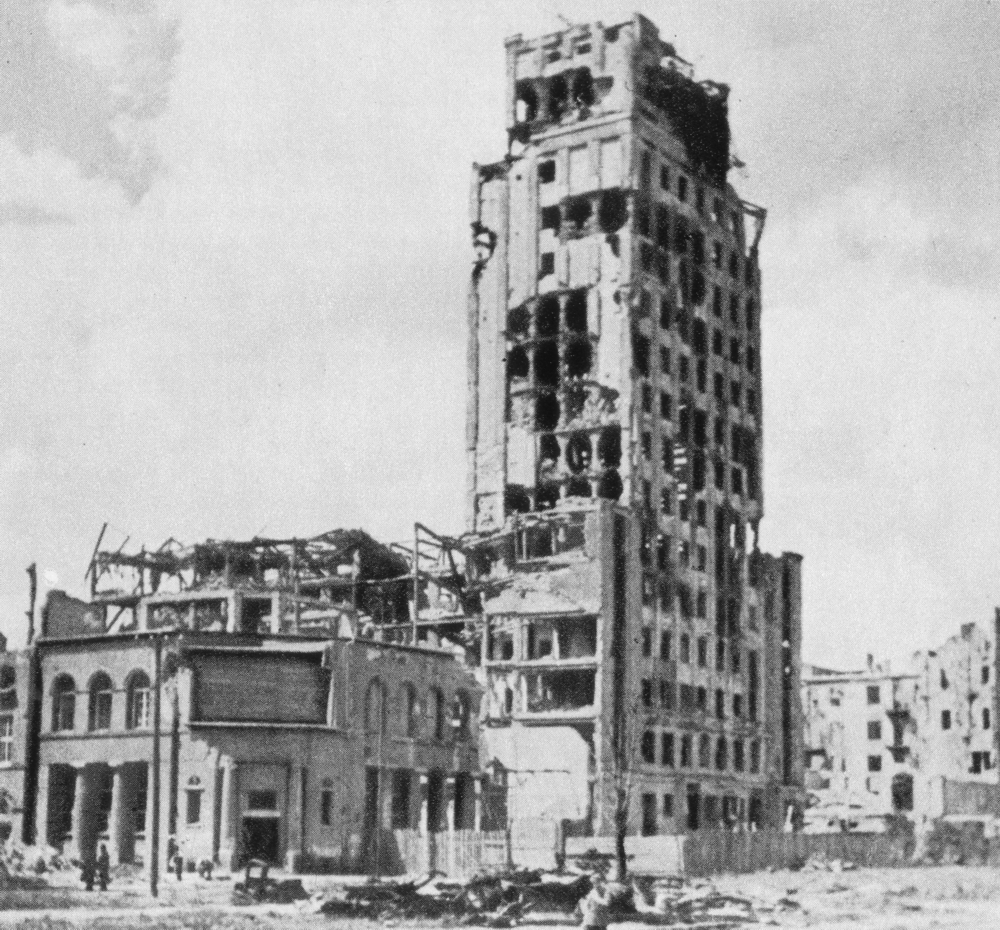
Zniszczony budynek Prudentialu w 1945 – widok od strony placu Powstańców Warszawy
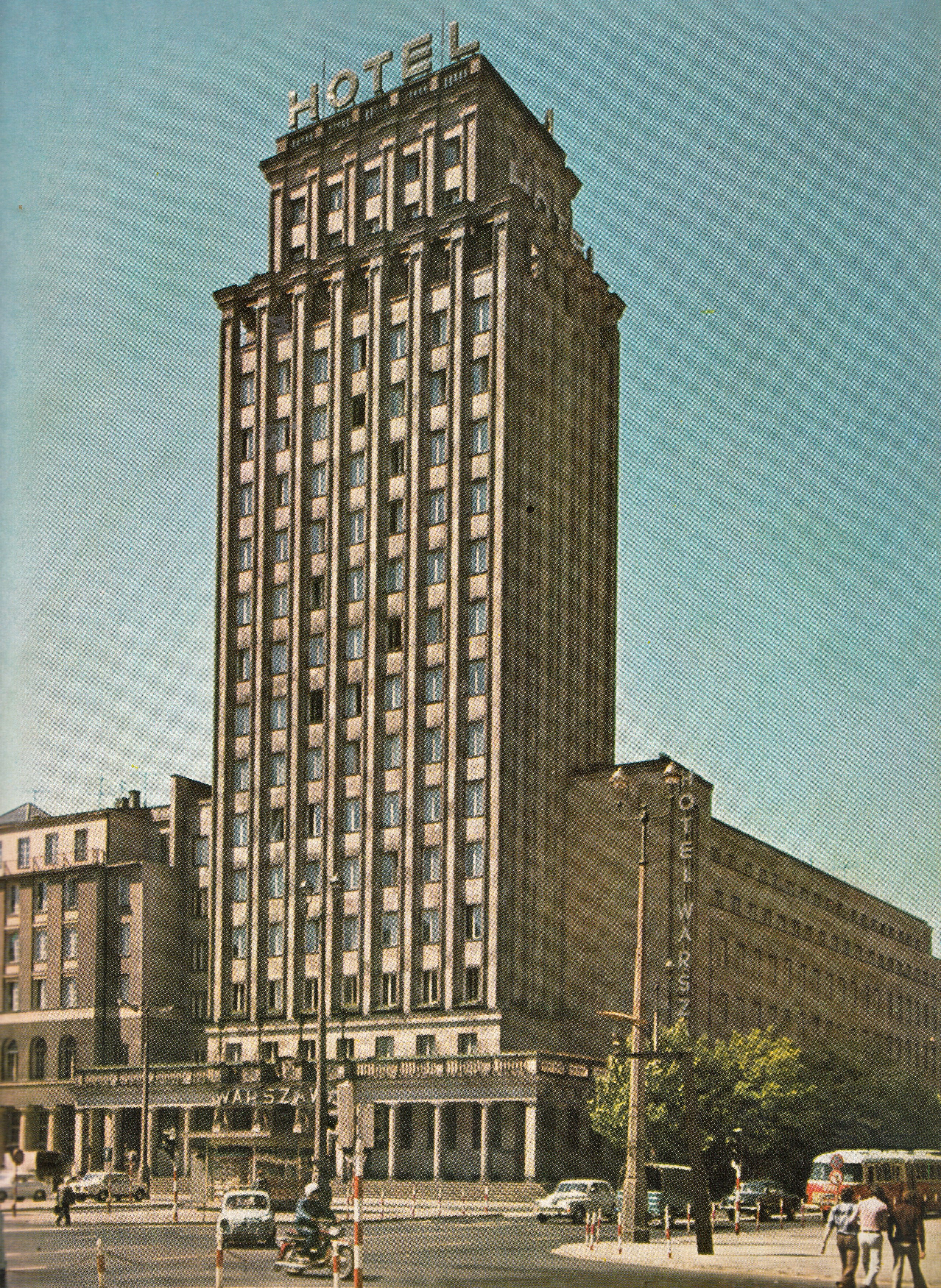
Budynek w latach 70. XX wieku